# Dorfkirche Schilde

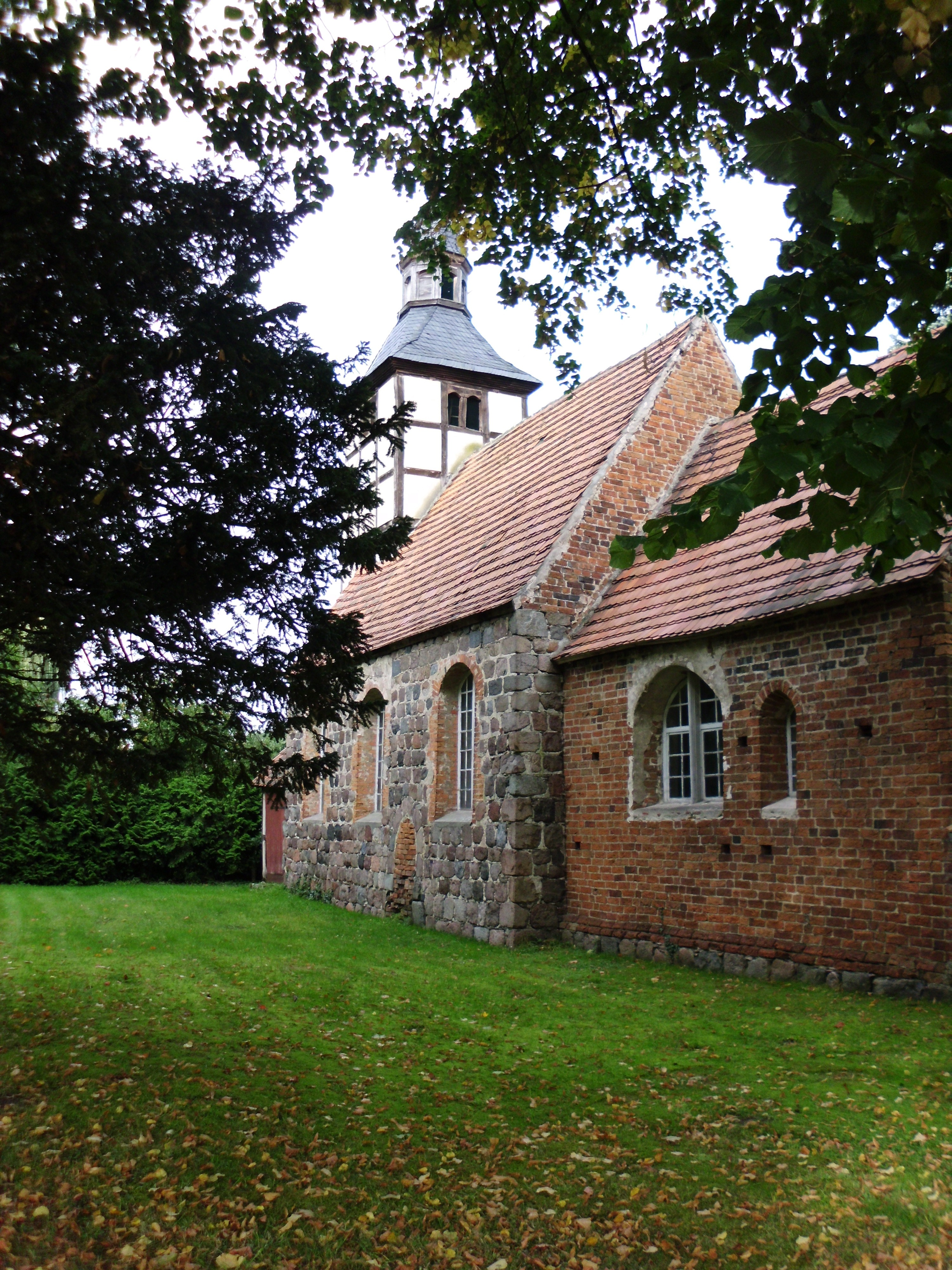
Dorfkirche Schilde

Die evangelische, denkmalgeschützte Dorfkirche Schilde steht in Schilde, einem Ortsteil der Gemeinde Weisen im Landkreis Prignitz von Brandenburg. Die Kirche gehört zum Pfarrsprengel Wittenberge-Land im Kirchenkreis Prignitz der Evangelischen Kirche Berlin-Brandenburg-schlesische Oberlausitz.

## Beschreibung
Das Langhaus der Saalkirche wurde in der zweiten Hälfte des 13. Jahrhunderts aus Feldsteinen gebaut. Der eingezogene, gerade geschlossene Chor im Osten entstand um 1250/60 aus Backsteinen. Im Westen wurde 1723 der Kirchturm aus Holzfachwerk halb in das Langhaus eingestellt. Aus seinem achtseitigen, schiefergedeckten Knickhelm erhebt sich eine achteckige, offene Laterne, auf der eine Zwiebelhaube sitzt. An der Ostseite des Chors wurde nachträglich eine Gruft für die ortsansässige Familie von Graevenitz aus verputzten Feldsteinen angebaut.
Der Innenraum des Langhauses ist mit einer Flachdecke überspannt, der des Chors mit einem Kreuzgratgewölbe. Beide sind durch einen rundbogigen Triumphbogen verbunden. Auf der Empore im Westen befindet sich eine verglaste Patronatsloge. Der barocke Kanzelaltar wurde 1709 gebaut. An der von Säulen flankierten Brüstung der Kanzel befinden sich geschnitzte spätgotische Statuetten. Ebenfalls spätgotisch ist das Altarkreuz. Der Taufengel stammt vom Anfang des 18. Jahrhunderts.